# Nils Nicklen
Nils Nicklen (Finlandia, 9 de febrero de 1917-9 de mayo de 1995) fue un atleta finlandés especializado en la prueba de salto de altura, en la que consiguió ser medallista de bronce europeo en 1946.

## Carrera deportiva
En el Campeonato Europeo de Atletismo de 1946 ganó la medalla de bronce en el salto de altura, con un salto por encima de 1.93 metros, siendo superado por el sueco Anton Bolinder (oro con 1.99 metros) y el británico Alan Paterson (plata con 1.96 metros).